# Melodifestivalen 1966

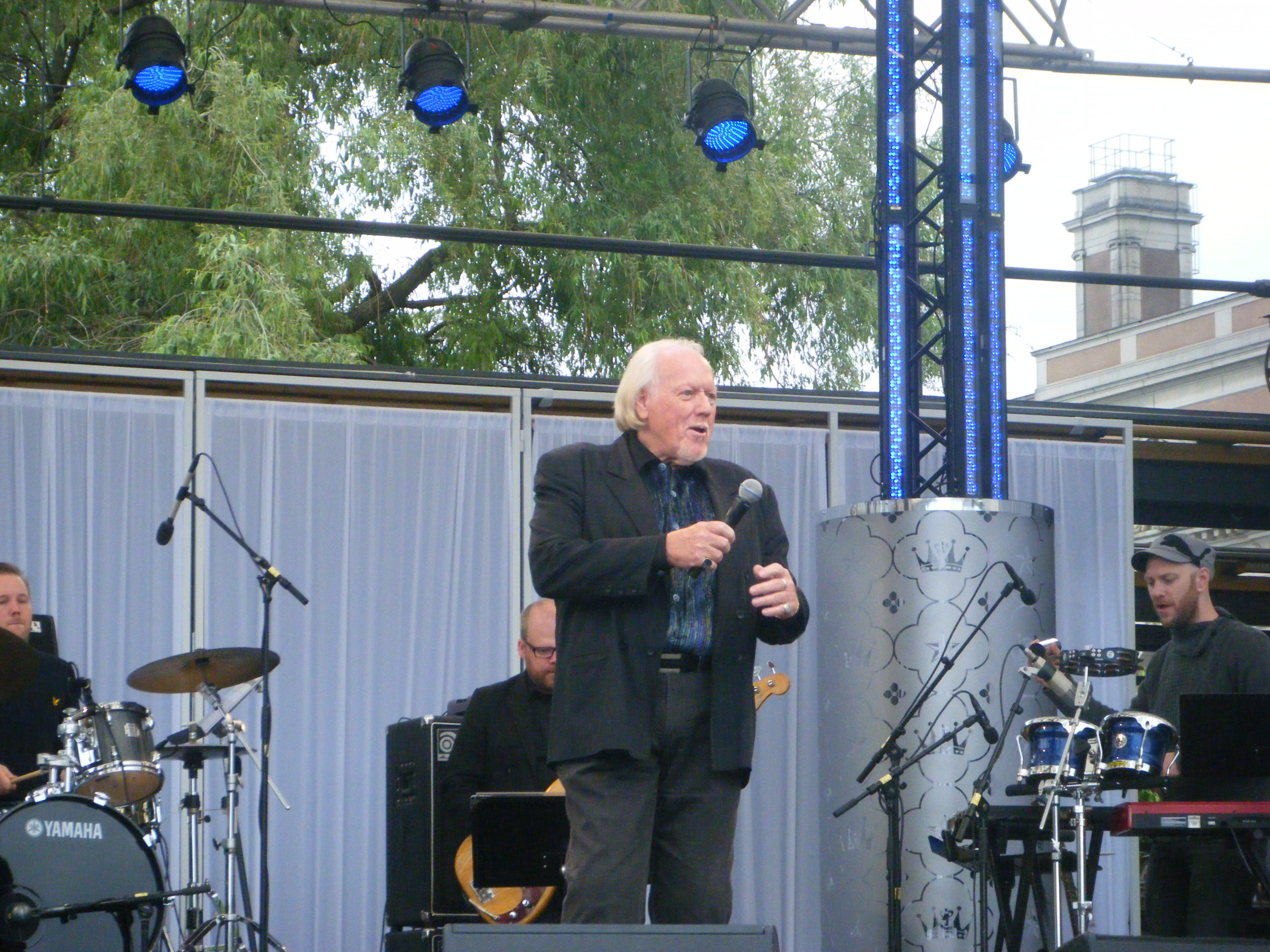
El cantante sueco Svante Thuresson, ganador de ese año (con la canción "Nygammal vals" interpretado junto a Lill Lindfors)

La edición de 1966 del Melodifestivalen fue retransmitida desde el Cirkus de la ciudad de Estocolmo el 29 de enero. La presentación de este festival corrió a cargo de Sven Lindahl, y la orquesta fue dirigida por Gert Ove Andersson, William Lind

## Resultados
1. Lill Lindfors & Svante Thuresson - "Nygammal vals"
2. Carli Tornehave - "Monte Carlo"
3. Gunnar Wiklund - "Vinterrosor"
4. Ann-Louise Hanson - "En ballad om för längesen"
5. Gunilla af Malmborg - "Var finns du?"
6. Carli Tornehave - "Härliga Söndag"
7. Svante Thuresson - "Hej systrar, hej bröder"
8. Monica Nielsen - "En röd vals"
9. Gunwer Bergqvist - "Vårens vindar"
10. Gunnar Wiklund' - "Vad har jag kvar ?"

La canción ganadora era un tema con influencias jazz que consiguió para Suecia un segundo lugar en el festival de Festival de la Canción de Eurovisión, lo que suponía hasta la fecha la mejor posición alcanzada.
Diecinueve años más tarde, Lill Lindfors se encargaría de presentar la XXX Edición del Festival de Eurovisión en Gotemburgo.